# Citharacanthus alayoni
Citharacanthus alayoni är en spindelart som beskrevs av Rudloff 1995. Citharacanthus alayoni ingår i släktet Citharacanthus och familjen fågelspindlar.
Artens utbredningsområde är Kuba. Inga underarter finns listade i Catalogue of Life.